# This Ain't a Scene, It's an Arms Race
Singles de Fall Out Boy
The Carpal Tunnel of Love
(2006) Thnks fr th Mmrs
(2007)
This Ain't a Scene, It's an Arms Race est le deuxième single extrait de l'album Infinity on High du groupe de rock alternatif Fall Out Boy. Le groupe à également fait une version de ce titre en collaboration avec Kanye West.

## Liste des titres
| No | Titre                                 | Durée |
| -- | ------------------------------------- | ----- |
| 1. | This Ain't a Scene, It's an Arms Race | 3:32  |
| 2. | The Carpal Tunnel of Love             | 3:23  |

## Classements
| Classement (2007)              | Meilleure position |
| ------------------------------ | ------------------ |
| Australie (ARIA)               | 4                  |
| Tchéquie (IFPI Rádio)          | 42                 |
| Irlande (IRMA)                 | 5                  |
| France (SNEP)                  | 11                 |
| Nouvelle-Zélande (RMNZ)        | 1                  |
| Royaume-Uni (UK Singles Chart) | 2                  |
| États-Unis (Hot 100)           | 2                  |
| États-Unis (Billboard Pop 100) | 1                  |
| États-Unis (Mainstream Rock)   | 8                  |